# Tohya
Tohya（トーヤ、1月3日 - ）は、日本のドラマー。神奈川県出身。血液型A型。vistlipのメンバーでメインコンポーザーであり、作曲・編曲の大半を担っている。メンバーカラーはピンク。